# The Trawlerman's Song
The Trawlerman's Song je album Marka Knopflera izdan 2005. godine.

## Popis pjesama
1. "The Trawlerman's Song" (album verzija) – 5:02
2. "Back to Tupelo" (uživo) – 4:32
3. "Song for Sonny Liston" (uživo) – 5:30
4. "Boom, Like That" (uživo) – 4:35
5. "Donegan's Gone" (uživo) – 2:59
6. "Stand Up Guy" (uživo) – 4:30